# Ramberg (Noorwegen)
Ramberg is een dorp in de gemeente Flakstad op de eilandengroep Lofoten. Het is de zetel van het gemeentebestuur.